# Берендс, Герман
Герман Иоганн Генрих Берендс (нем. Hermann Johann Heinrich Behrends; 11 мая 1907, Рюстринген, Германская империя — 4 декабря 1948, Белград, Югославия) — немецкий юрист, группенфюрер СС и генерал-лейтенант полиции, высший руководитель СС и полиции в Сербии, Монтенегро и Санджаке.

## Биография
Герман Берендс родился 11 мая 1907 года в семье ресторатора Иоганна Берендса и его жены Аннхен. После окончания школы изучал юриспруденцию в Марбурге. В феврале 1931 года сдал свой первый государственный экзамен. 17 июля 1932 года получил докторскую степень по праву.
1 февраля 1932 года вступил в НСДАП (билет № 981960) и СС (№ 35815). С 20 апреля 1933 по 13 января возглавлял роту СС в штандарте «Восточная Фризия» в Ольденбурге. В 1933 году сдал второй государственный экзамен по праву. С 17 марта по 31 декабря был членом муниципалитета в Рюстрингене и начал проходить юридическую стажировку. 20 апреля 1933 года ему было присвоено звание унтерштурмфюрера СС. 1 декабря 1933 года был зачислен в аппарат СД. В 1933 году стал первым руководителем отделения СД в Берлине. 1 февраля 1934 года был повышен до оберштурмфюрера СС. 20 апреля стал гауптштурмфюрером СС. После личного вмешательства Генриха Гиммлера Берендс 13 января 1934 года поступил в главное управление СД и возглавил центральный отдел «Идеологическая оценка» (II 1) Здесь находились отделы «идеология», то есть «масонство» (II 111), «иудаизм» (II 112), «конфессионально-политические течения» (II 113), «политические противники» — «левое движение» (II 121), «среднее движение» (II 122) и «правое движение» (II 123) с соответствующими отделами.
14 апреля 1934 женился на Герте Хёргер, в браке родилось трое сыновей и одна дочь. В ходе Ночи длинных ножей Берендс сыграл решающую роль в подготовке: по свидетельству Франца фон Папена, он составлял списки людей из СА, подлежащих убийству, а также противников национал-социализма. Кроме того, Берендсу было поручено вести работу по сокрытию акций убийства в рамках специально созданного специального отдела II 1 S. Незадолго до этой акции он стал штурмбаннфюрером СС 15 июня 1934 года и 4 июля оберштурмбаннфюрером СС. 20 апреля 1935 года получил звание штандартенфюрера СС.
С 28 сентября по 21 ноября 1936 года прошел несколько курсов по зенитной артиллерии в школе береговой артиллерии в Вильгельмсхафене. 24 октября 1936 года поступил на службу в прусское отделение гестапо.
В 1937 году Рейнхард Гейдрих организовал крупную фальсификационную операцию, в результате которой документы периода сотрудничества между рейхсвером и СССР дискредитировали советского маршала Михаила Николаевича Тухачевского, которого позднее расстреляли в 1937 году. Берендс участвовал в этой акции.
27 января 1937 года стал начальником штаба Фольксдойче Миттельштелле и занимал эту должность до 15 апреля 1943 года. С лета 1937 года возглавлял союз немецкого востока. Организация Фольксдойче Миттельштелле координировала деятельность различных этнических немецких движений в странах и территориях, граничащих с Германией, таких как Польша, Словакия, Люксембург и Эльзас, организовывала акции убийств и террора, составляла «народные списки» и контролировала центры иммиграции и эмиграции.
В марте 1939 года Адольф Гитлер назначил его депутатом национал-социалистического рейхстага. В имперском ведомстве спорта он занимал пост имперского руководителя по фехтованию (1937—1940 года) и плаванию (1940—1945 года) а также был исполнительным вице-президентом национального союза по германской самоидентификации за границей. 20 апреля 1937 года ему было присвоено звание оберфюрера СС и одновременно унтерштурмфюрера запаса войск СС.
С 1 по 15 июня 1940 служил резервистом в артиллерийском полку 2-й танковой дивизии СС «Рейх» во время Французской кампании. 1 января 1941 года стал бригадефюрером СС. Кроме того, он временно был членом дружеского кружка рейхсфюрера СС. 1 апреля 1943 года стал оберштурмфюрером запаса войск СС. С 15 апреля по 5 мая 1943 был откомандирован в учебное учреждение по созданию автомобилей. До 18 июня служил во 2-й танковой дивизии СС «Рейх», где с 10 мая по 5 июня прошёл офицерский курс в танковой школе Вюнсторф. Впоследствии до 1 октября 1943 года служил в 10-й танковой дивизии СС «Фрундсберг». С 15 по 30 сентября 1943 года был начальником штаба имперского комиссара по вопросам консолидации германского народа.
С 1 по 13 октября 1943 года служил в 5-м горном армейском корпусе СС, после чего был командиром отряда в 13-й добровольческой горнопехотной дивизии СС «Ханджар» Хорватии, где оставался до 9 ноября и был повышен до гауптштурмфюрера резерва Войск СС. С 9 ноября 1943 по 12 января 1944 года вновь служил в 5-м горном армейском корпусе СС, а до 15 марта в 13-й добровольческой горнопехотной дивизии СС «Ханджар». 12 января 1944 года был повышен до штурмбаннфюрера запаса войск СС.
15 марта 1944 года был назначен высшим руководителем СС и полиции в Сербии, Монтенегро и Санджаке со штаб-квартирой в Белграде. Берендс получил инструкции от Генриха Гиммлера связаться с Германом Нойбахером, спецпредставителем министерства иностранных дел по Юго-Востоку. Нойбахер добивался сотрудничества всех антикоммунистических сил Югославии с немецкими оккупантами и значительного сокращения расстрелов заложников. 1 августа 1944 года Берендс получил звание группенфюрера СС и генерала-лейтенанта полиции. В Сербии он участвовал в многочисленных акциях против югославского движения сопротивления, до октября 1944 года, когда он вернулся в командный резерв СС. С 30 января по май 1945 года был высшим руководителем СС и полиции в Остланде и «Россия-Север».
5 июля 1945 года сдался британским службам во Фленсбурге и был помещён в специальный лагерь Айленд Фарм в Южном Уэльсе. 16 апреля 1946 года был экстрадирован в Югославию. 4 декабря 1948 года был повешен в Белграде. Окружной суд Вильгельмсхафена объявил его умершим 4 декабря 1948 года, указав в качестве времени смерти 4 часа утра 22 декабря 1947 года.